# KTM-19

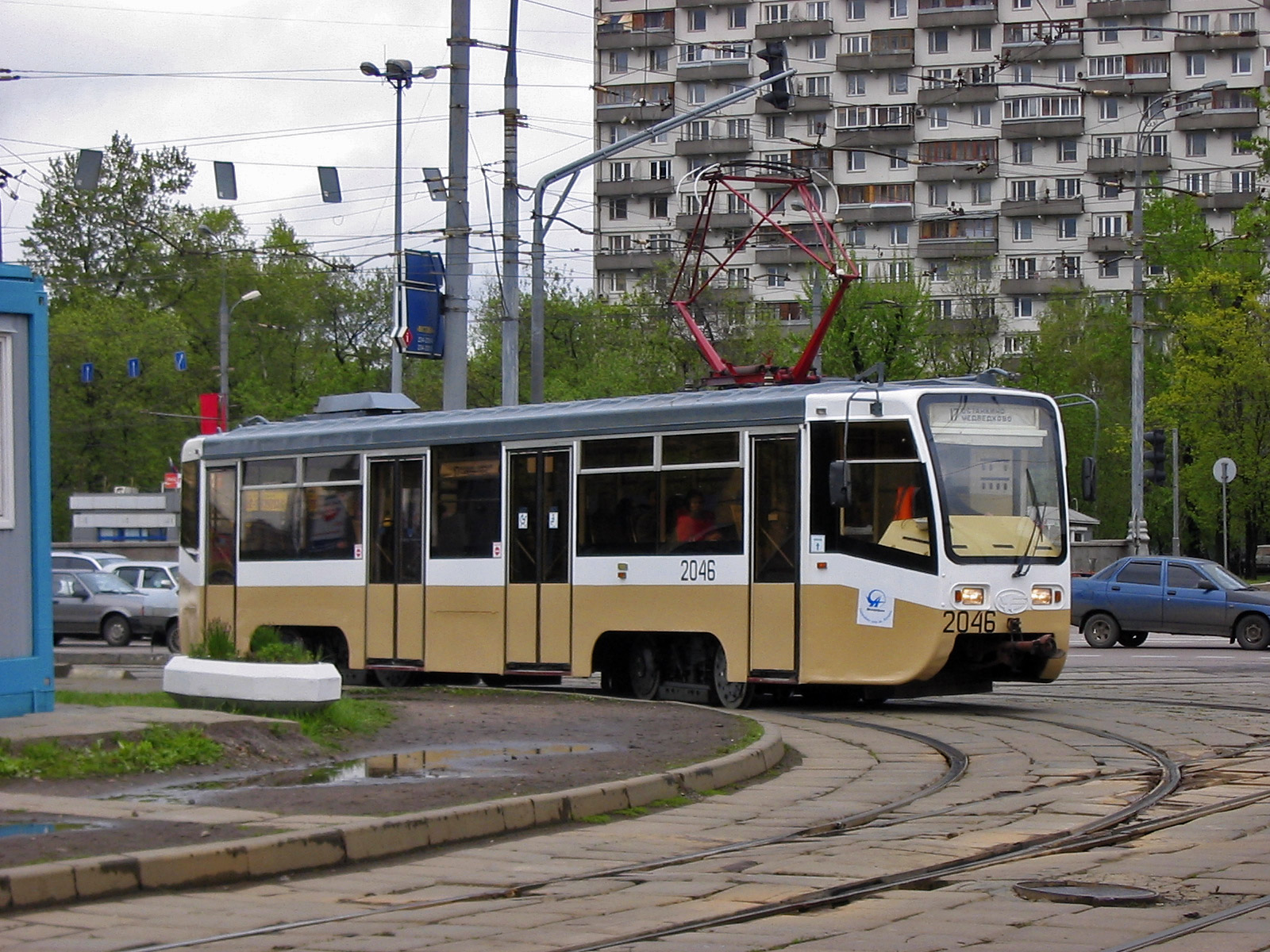
Moskevská tramvaj typu KTM-19

KTM-19 (podle unifikovaného označení 71-619) je typ současné ruské tramvaje, vyráběné v závodě UKVZ.
Jedná se o jednosměrný, čtyřnápravový a vysokopodlažní vůz. Vyráběl se v letech 1999–2012; vzešel z něj též i prototyp KTM-21. Tramvaje typu KTM-19 se vyskytují hlavně v Moskvě, ale i v dalších ruských městech, jakými jsou Iževsk, Rostov na Donu, Volžskij, od roku 2005 též i Nižnij Novgorod, a jiných. Jedná se však již o modifikace původního typu.